# Експеримент Квотермаса
«Експериме́нт Кво́термаса» (англ. The Quatermass Experiment)  — британський науково-фантастичний серіал, який транслювався  на BBC упродовж літа 1953 року та був поновлений на BBC Four у 2005 році. Дії відбуваються у близькому майбутньому на тлі Британської космічної програми. Розповідається історія першого польоту людини в космос під керівництвом професора Бернарда Квотермаса, учасника Британської експериментальної ракетної групи. Коли космічний корабель після першої успішної подорожі повертається на Землю, виявляється, що двоє із трьох космонавтів відсутні, а третій поводиться дуже дивно. Стає зрозуміло, що інопланетянин проник на космічний корабель під час польоту, і тепер Квотермас та його співробітники повинні запобігти знищенню світу прибульцями.
В оригіналі серіал складався з шести півгодинних епізодів, а також був першим науково-фантастичним серіалом, орієнтованим на дорослу аудиторію. Попередні спроби написання чогось саме для телебачення, такі як «Дивак із космосу» (1951—1952 роки), були спрямовані на дитячу аудиторію, а теми стрічок для дорослої аудиторії брали з літературних джерел, серед них «Р.У.Р.» (1938, а відтак ще раз 1948 року) та «Машина часу» (1949). Серіал був першим із трьох творів про Квотермаса, які транслювали на британському телебаченні упродовж 1953—1979 років. 
Окрім виникнення багатьох ремейків та сиквелів, «Експеримент Квотермаса» викликав фурор у Великій Британії та поклав початок ері науково-фантастичних серіалів, найвідомішими з яких були «Доктор Хто» та «Сапфір і Сталь». Також він підштовхнув до зняття повнометражних фільмів, таких як: «Космічна одіссея 2001 року» та «Чужий».

## Список епізодів
| № епізоду | Оригінальна назва            | Назва українською        | Дата трансляції |
| --------- | ---------------------------- | ------------------------ | --------------- |
| 1         | Contact Has Been Established | Контакт налагоджено      | 18 липня 1953   |
| 2         | Persons Reported Missing     | Зниклі безвісти          | 25 липня 1953   |
| 3         | Very Special Knowledge       | Дуже особлива інформація | 1 серпня 1953   |
| 4         | Believed to be Suffering     | Страждалець              | 8 серпня 1953   |
| 5         | An Unidentified Species      | Неопізнані види          | 15 серпня 1953  |
| 6         | State of Emergency           | Надзвичайний стан        | 22 серпня 1953  |

## Сюжет
Разом з його лабораторними асистентами професор Бернард Квотермас нетерпляче чекає повернення на землю його нового космічного корабля, члени екіпажу якого були першими, хто побував у космосі. Корабель здається втраченим через те, що він дуже змістився з запланованої орбіти, але неймовірним чином його радар помічає, як той повертається на Землю, падаючи у Вімблдоні, що у Лондоні.

Коли Квотермас та його команда потрапляють на місце аварії та відкривають корабель, вони знаходять Віктора Каруна, одного з трьох учасників експедиції. Спустившись на нижню палубу, Квотермас та його головний асистент Путурсон (його грав Х'ю Келлі) знаходять космічні костюми двох інших космонавтів. Вони не знаходять їх власників, і перевіривши все обладнання, з'ясовують, що двері з корабля не відкривались жодного разу впродовж польоту.

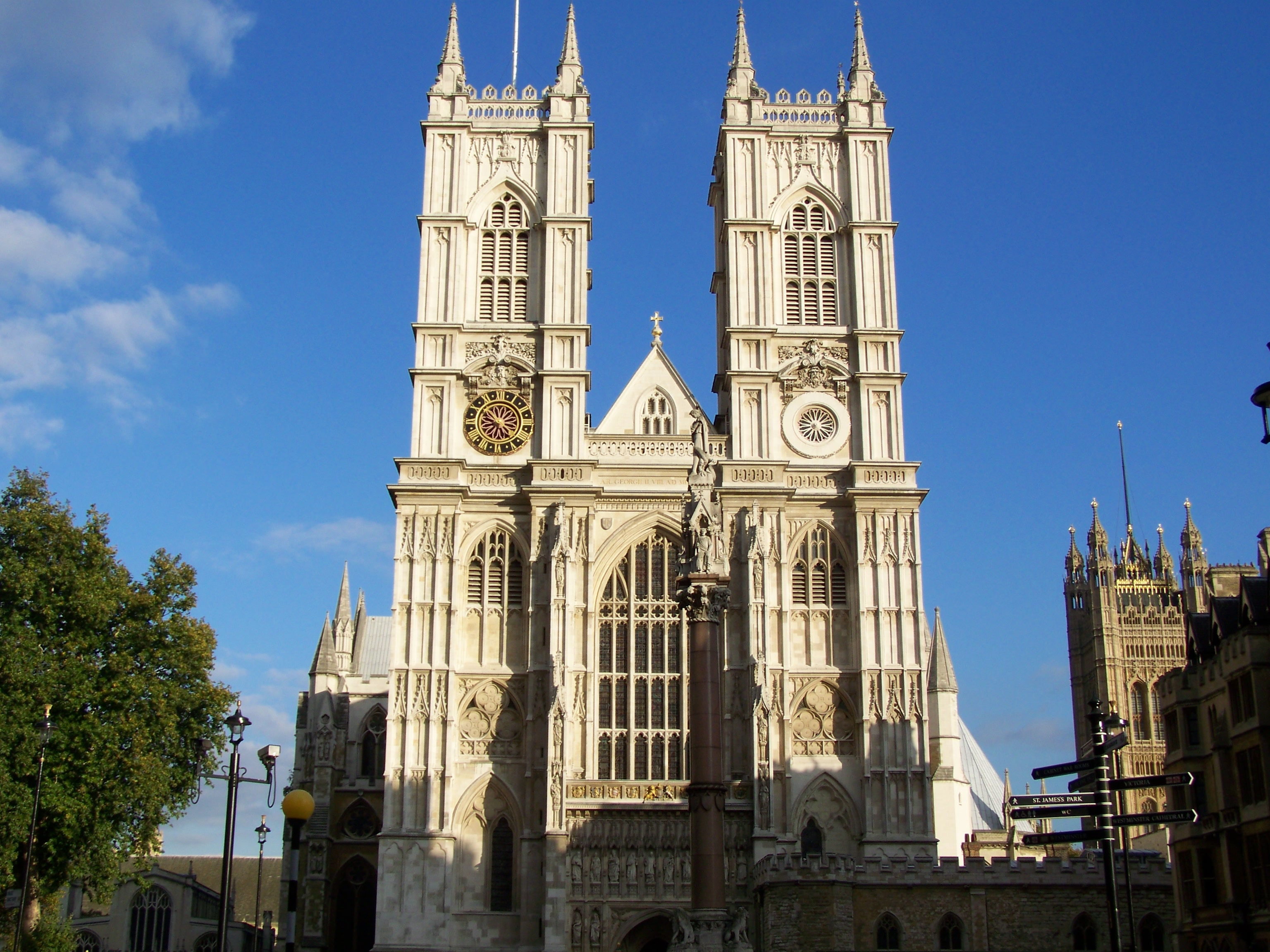
Вестмінстерське абатство, у якому ховався монстр

За дуже хворим Каруном піклується один з учасників команди, яка слідкувала за космічним кораблем, доктор Бріскві (його грав Джон Глен), який також таємно закоханий у дружину Каруна Джуді (її грала Ізабель Дін). Не лише Квотермас цікавиться тим, що трапилось з Каруном і членами екіпажу, журналісти та Скотленд-ярд також хочуть дізнатись правду. Каруна викрадає група іноземних агентів, уряд чиїх країн хоче отримати інформацію, як вони думають, Карун зібрав, подорожуючи у космосі. Здається очевидним, що щось іде неправильно — виявляється, що Карун поглинув свідомість двох інших членів екіпажу і він повільно перетворюється на рослиноподібного прибульця.
Поки поліція переслідує Каруна по всьому Лондоні, Квотермас аналізує його зразки у лабораторії і розуміє, що Карун може знищити усе життя на Землі, якщо він поширить свої спори. Телебачення, працюючи над архітектурним планом Вестмінстерського абатства, визначає місцезнаходження монстра, а Квотермас та підрозділи британської армії стараються знищити монстра до дня, коли той має вибухнути. Квотермас знаходить Каруна і переконує свідомості трьох захованих у чудовиську членів екіпажу знищити монстра; це звернення пробуджує залишки людяності істоти та знищує її.

## Створення серіалу
Сюжет серіалу написав Найджел Ніл, письменник-драматург, працівник каналу BBC. До роботи на цьому каналі він працював актором та письменником. Мішель Баррі, керівник відділення телесеріалів BBC, виділив левову частку бюджету, щоб найняти його. Цікавість до науки, а саме ідея науки, в якій щось пішло не так, заклала ідею Найджела написати сюжет «Експерименту Квотермаса».  Коли на BBC з'явилось місце у розкладі для 6-тижневого серіалу, що міг би транслюватись впродовж літа 1953 року по суботах ввечері, ідея Нігела повністю підійшла, з «скоріше містичною, аніж страшною» сюжетною лінією.
Знімав цей серіал Рудольф Картієр, один з найкращих режисерів каналу BBC. Він познайомився з Нілом під час зйомок серіалу «Стріла у Серце» і вже разом вони працювали над початковою сюжетною лінією.
Ніл обрав прізвище одного з головних персонажів з лондонського каталогу телефонних номерів, а ось ім'я він вибрав на честь астронома Бернарда Лавелла.  Робоча назва серіалу «Ненароджений», згодом «Принесіть щось назад...!» —  остання фраза діалогу з другого епізоду. Ніл ще працював на сценарієм двох останніх епізодів, коли серіал вже вийшов на телебачення. Бюджет серіалу склав близько 4000 фунтів. Темовою музикою була обрана «Mars, Bringer of War» з альбому «Планети» Густава Холста.

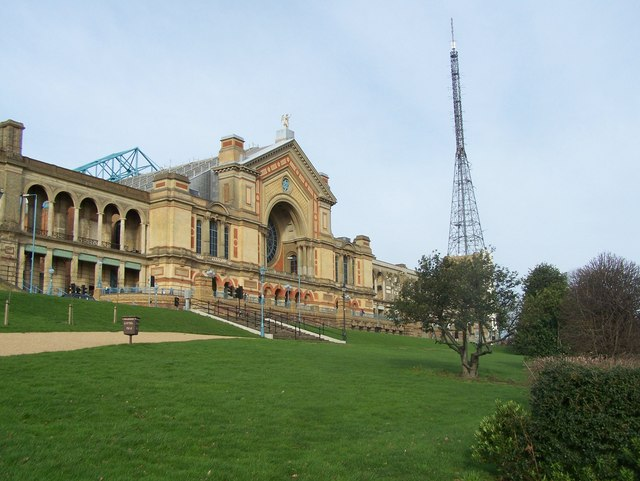
Александра Палас сьогодні

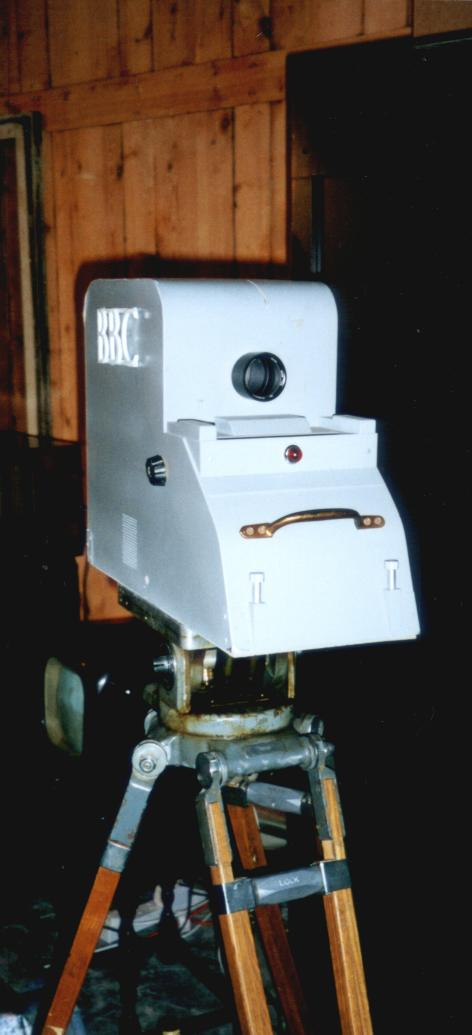
Камера Emitron, яку використовували на зйомках найстаріших програм на каналі BBC One

Усі репетиції епізодів відбувалась у Домі студентського руху, на Говер стріт у Лондоні, в суботу все дійство транслювалось наживо зі студії Александра Палас у Лондоні. «Експеримент» був одним з останніх великих серіалів, які транслювались із цієї студії, відтак більшість телевізійного виробництва переїхало у Ліма Ґров Студіоз. Серіал був знятий на одні з найстаріших камер BBC, Emitron, що були 1936 року встановлені у студії Александра Палас і могли знімати лише низькоякісне відео (за сучасними стандартами).
«Експеримент Квотермаса» транслювався щотижня у вечір суботи з 18 липня до 22 серпня. Показ першого епізоду був запланований з 20:15 до 20.45, другого з 20:25 до 20:55, третього та четвертого з 20:45 до 21:15 і останніх двох з 21:00 до 21:30. Через живу трансляцію епізоди закінчувались пізніше, аніж заплановано, наприклад, четвертий епізод закінчився на 2 хвилини пізніше. Фінальна серія тривала аж на 6 хвилин довше, бо мікрофон вийшов з ладу. Ніл стверджував, що оператори навіть погрожували припинити знімати через такі значні затримки, на що Картієр відповів: «Просто дайте їм ще одну спробу!» У документації BBC вказано, що як мінімум в одному регіоні передавачі обрізали фінальний епізод серіалу.
Використання кіноплівки шириною 35 мм, яка давала змогу проводити трансляцію наживо, — одне з нововведень BBC при зйомках цього серіалу. Було затверджено продаж серіалу Корпорації радіомовлення Канади, крім цього Картієр хотів дозволити використання матеріалу для трейлерів та додаткових показів. 
Під час запису другого епізоду муха сіла на об'єктив камери і її можна було бачити при перегляді упродовж декількох хвилин. Копії перших двох епізодів є одними з найстаріших прикладів британських серіалів.
У  листопаді 1953 було запропоновано використати існуючі два епізоди для спеціального різдвяного повтору серіалу. Цю ідею також не було втілено у життя, хоча Картієр та актор Рейнальд Тейт прагнули повторного прокручування серіалу по телебаченні. У 1963 році один з епізодів було вибрано для презентації ранньої діяльності британського телебачення на Фестивалі світового телебачення у Національному театрі кіно у Лондоні.

## Актори та зйомки
Через успіх «Експерименту Квотермаса» Найджел Ніл став одним з найкращих сюжетних письменників у історії британського телебачення. У додаток до чисельних відгалужень та сиквелів до «Експерименту Квотермаса», він написав  відомі сюжети до «Тисяча дев'ятсот вісімдесят четвертий» (1954 року) і до «Кам'яної стрічки» (1972). У 2006 році BBC News Online опублікували статтю Марка Ґетіса, у якій він описував внесок Нігела Ніла у історію британського телебачення. «Він є серед найкращих — я впевнений, що Ніл є не менш важливим за Деніса Поттера, Девіда Мерсера, Алана Блісдейла та Алана Бенетта», — писав він.
Ніла у дії можна було побачити на екрані впродовж останнього епізоду «Експерименту Квотермаса» — він керував монстром під час сцени у Вестмінстерському абатстві. Монстр, зроблений Нілом та його дівчиною Джуді Кер (в майбутньому вони побрались), насправді складався з рукавиць, покритих різноманітними рослинами та іншими матеріалами. Пара зберегла рукавиці як спогад і навіть була показана через 50 років у документальному фільмі про кар'єру Ніла.
Рудольф Картієр емігрував з Німеччини у 1930-х роках, щоб втекти від нацистського режиму і приєднався до BBC за рік до випуску «Експерименту Квотермаса». Він спільно з Нілом брав працював над кількома роботами і став головною фігурою у британській телевізійній індустрії. Він знімав такі відомі серіали як «Тисяча дев'ятсот вісімдесят четвертий», наступні два серіали Квотермаса та фільми «Залізний Хрест» (1961 року) і «Лі Освальд: Убивця» (1966 року). У його некролозі написаному у Таймс згадувався його внесок у телевізійні серіали 1950-х років: «У час, коли студійна продукція була в більшості одноманітною він широко поважав і впроваджував креативність, що дало британському телебаченню новий поштовх». У статті також вказувалось, що Експеримент Квотермаса був вершиною його кар'єри.
Сам Квотермас був зіграний досвідченим актором Рейнальдом Тейтом, який також виконував ролі у багатьох фільмах серед яких «Шлях Вперед» (1944 року). Він помер двома роками пізніше, коли готувався до ролі професора у «Квотермас II». Тейт був другим претендентом на цю роль: Картієр перед цим запропонував її Андре Мореллю, який відхилив його пропозицію. Проте Морель зіграв професора у третій частині серіалу, «Квотермас і котлован». Віктора Каруна зіграв шотландський актор Дункан Ламонт, який пізніше також знімався у фільмі «Заколот на «Баунті» (1962 року). Він настільки захоплювався «Експериментом Квотермаса», що приїхав до Александра паласу під час зйомок останнього епізоду для моральної підтримки акторів.
Вілфрид Брамбель, який мав невелику роль п'янички у серіалі, пізніше знімався у ролі бродяги у «Квотермас II». Брамбель також знімався у «Тисяча дев'ятсот вісімдесят четвертий» і відтак став широко відомим через його ролі у комедії «Степто та Син» (1962—1974 років) та у фільмі «Вечір важкого дня» (1964 року). 74 річна акторка Кеті Джонсон грала другорядну роль у серіалі, проте пізніше вона стала широко відомою і отримала Нагороду британського кіно за роль місіс Луіси Вільберфорс у фільмі «Замочити бабцю» (1955 року).

## Оцінка та відгуки
«Експеримент Квотермаса» отримав звання найпопулярнішого серіалу 1953 року. Перший його епізод дивилось близько 3.4 мільйона людей, останні два — вже близько 5 мільйонів, що в середньому склало 3.9 мільйона на серію. Таймс зазначали, що рік перед початком трансляції «Експерименту Квотермаса», у жовтні 1952 року, загальна кількість людей, що періодично дивились телевізор складала близько 4 мільйонів людей. У березні цього ж року BBC зазначили, що в середньому 2.25 мільйонів населення дивляться їх передачі щовечора.
1954 року Сісил МакГіверн, виконавчий продюсер BBC, посилався на успіх серіалу у розмові про початок нового комерційного телевізійного каналу, який би поставив крапку монополії BBC. «Якби на телебаченні існувала конкурентоспроможність, то ми б знищували її під час показу «Експерименту Квотермаса» по суботніх вечорах. У нас є потреба у передачах, схожих на «Експеримент Квотермаса». Після смерті Ніла у 2006 році, кіноісторик Роберт Сімпсон сказав, що серіал був «подією на екрані, яка спустошувала вулиці і паби упродовж шести тижнів, протягом яких його показували». Після того як  цифровий телеканал BBC Four перезняв серіал у 2005, ревізор каналу Дженіс Хедлоу описала оригінал як обов'язковий для перегляду.

Загалом, відгуки глядачів були позитивними. Листи похвали від глядачів приходили до Радіо Таймс – журналу з розкладом телепередач BBC. Згадуючи статтю про «Експеримент Квотермаса» у The Times, журналіст Джефрі Вонсел підмітив закінчення: 
«Вестмінстерське абатство без сумнівів домінувало на телебаченні упродовж літа 1953, але це не було викликано лише коронацією королеви, що мені зараз згадується. На це також вплинув професор Бернард Квотермас, який боровся з пульсуючою гігантською рослиною, яка загрожувала знищити світ починаючи з абатства… «Експеримент Квотермаса» налякав до смерті чисельних молодих глядачів, які сідаючи за телевізор сподівались побачити коронацію… «Експеримент» був одним з першим британських серіалів, який міг нажахати аж до глибини душі
Подальші опитування глядачів показали, що технічні проблеми, які переривали показ останнього епізоду мали негативний вплив на погляди публіки щодо серіалу. За їх словами кінцівку було зіпсуто.
Незважаючи на ці проблеми, а також наявність лише перших двох епізодів у архівах, «Експеримент Квотермаса» продовжував отримувати похвалу від критиків упродовж десятиліть після трансляції. Сайт Британського інституту кінематографії «Screenonline» описує серіал як один з найбільш популярних серіалів 1950-х років, додаючи, що зі своєю оригінальністю та динамічністю «Експеримент Квотермаса» став новим орієнтиром наукової фантастики і наріжним каменем жанру британського телебачення. Вебсайт Музею телекомунікаційних трансляцій описує основну тему серіалу як найбільш інноваційну особливість.
Ніл розкритикував «Доктора Хто», незважаючи на те, що він був найпопулярнішим британським науково-фантастичним серіалом зі словами, що вони вкрали його ідею. У статті в Дейлі телеграф у 2005 році було описано «Доктора Хто» як духовного спадкоємця серіалів «Квотермаса», а Марк Гетіс, сценарист Доктора Хто, написав його про його захоплення Нілом у заголовку Гардіан у 2006 році.
У 2007 році Гетіс появився на екранах як персонаж Професор Лазарус у епізоді «Експеримент Лазаруса», серіалу Доктор Хто. Радіо Таймс зауважили у своєму огляді епізоду, що «ця історія була приємним синтезом Її, Мухи та «Експерименту Квотермаса» аж до самої фінальної битви у лондонській катедрі.»

## В інших медіа

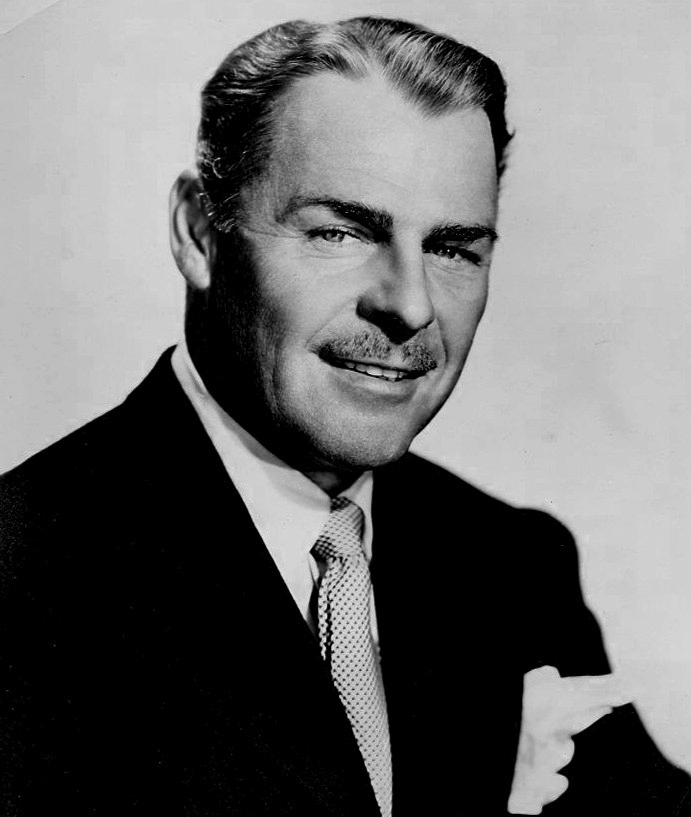
Браян Донлеві, який грав професора Квотермаса у кіноадаптації 1955 року

Популярність «Експерименту Квотермаса» збільшила увагу до кіноіндустрії і Hammer Film Productions мигцем купили права на створення адаптації серіалу. Їхня адаптація вийшла у 1955 році, у ній знімався американський актор Браян Донлеві разом з англійським актором Джеком Ворнером, а головним режисером стрічки був Вол Гест, який попри це також був співавтором сценарію. Найджел Ніл був незадоволений результатом, а особливо тим, що Донлеві віддали роль Квотермаса. Як він згадував у інтерв'ю: «Донлеві гальмував зйомку і насправді не переймався тим, що він робив. Він мало цікавився створенням фільмів та своїми ролями, більше він переймався грошима, які отримував.»  Фільму дали назву «X-перимент Квотермаса» (The quatermass Xperiment), що пов'язувало його з X-рейтингом британського телебачення. У штатах фільм перейменували на «Повзуче Щось» (The Creeping Unknown).
BBC також були задоволені успіхом Експерименту Квотермаса і у 1955 році зняли сиквел «Квотермас II» (Quatermass II), з Джоном Робінсоном у головній ролі, у зв'язку зі смертю Тейта. Після успіху другої частини у 1958 році був знятий «Квотермас і котлован» (Quatermass and the Pit). 1979 року серіал знову повернувся на екрани, тепер з простою назвою «Квотермас», на замовлення Thames Television.
Рукопис сценарію «Експерименту Квотермаса», який містить декілька так і незнятих епізодів був 1959 року опублікований у Penguin Books.
У квітні 2005 року BBC Worldwide випустив колекцію DVD, на яких був записаний увесь матеріал, що стосувався Квотермаса, включаючи два відновлені епізоди з «Експерименту Квотермаса», дві останні частини серіалу від BBC, а також багато іншого додаткового матеріалу, такого як PDF файли відсканованого рукопису для всіх інших епізодів першої частини серіалу.
2 квітня 2005 року, цифровий канал BBC Four транслював новий ремейк серіалу зі старою назвою — «Експеримент Квотермаса».